# Prasinococcales
Prasinococcales é uma ordem monotípica de algas verdes que tem Prasinococcaceae como única família.